# Folkevognen (Shu-bi-dua-sang)
"Folkevognen" er en sang af den danske gruppe Shu-bi-dua, der blev udgivet i 1983 på deres tiende album, Shu-bi-dua 10. Melodien stammer fra Douglas & Geddins' blues-sang "Mercury Blues" (1948), der siden blev indspillet i en mere rockagtig version af David Lindley i 1981. Det er sidstnævnte version, "Folkevognen" bygger på. Sangen handler om en mand, der har sat sig for at købe en folkevogn, og han vil ikke have et "rugbrød" eller en "GTI", men "den lille grimme boble med en boksermotor i …", lyder den humoristiske tekst.

## Baggrund
Shu-bi-dua-guitarist Michael Hardinger har fortalt, at han hørte David Lindleys "Mercury Blues" i begyndelsen af 1980'erne og fik lyst til at lave en dansk tekst til nummeret. Det meste af teksten blev skrevet på en strand, mens guitaristen ventede på sin kæreste og senere færdiggjort i tekstkollektivet. Hardinger gik i Sound Track-studiet og indspillede en rocket demoversion sammen med teknikeren Roberto Johansson. Den følgende dag blev nummeret modereret af Michael Bundesen til at være mere elektro-rockagtigt, og trommeslager Kasper Winding erstattede mange af de originale guitarer og trommer med synthesizerlyde og elektriske trommer. Michael Hardingers oprindelige demoversion kan høres på Shu-bi-dua 10's bonusnummersektion.

## Udgivelsen
"Folkevognen" udkom som single-plade i 1983 og havde 10'erens åbningsnummer "Vil du med mig" som B-side. Nummeret har været spillet jævnligt gennem alle årene af bandet, dog også i mere rockede udgaver end studieindspilningen. "Folkevognen" regnes som en del af gruppens klassiske hits.

## Medvirkende
- Michael Bundesen: Sang
- Michael Hardinger: Guitar, kor
- Claus Asmussen: Guitar, kor
- Kim Daugaard: Bas, kor
- Willy Pedersen: Orgel
- Kasper Winding: trommer og synthesizer